# Вулиця Народна (Львів)
Вулиця Народна — вулиця у Франківському районі міста Львова, місцевість Богданівка. Сполучає вулиці Городоцьку та Любінську. Прилучається вулиця Сулими.

## Історія та забудова
Вулиця виникла на початку XX століття в межах підміського селища Богданівка та у 1928 році отримала назву Людова (Народна). Під час мімецької окупації мала назву Тучапський Макарійґассе, на честь першого православного митрополита Львова Макарія Тучапського. У повоєнні часи вулиці повернули її стару назву, у 1946 році уточнену на Народну.
У 1946 році при вулиці спорудили великий завод «Львівсільмаш» і ділянка вулиці між вулицями Сулими та Любінською опинився на території заводу. Лише у 1999 році давню трасу вулиці відновили, відокремивши заводський стадіон від основної заводської території.
Вулиця забудована малоповерховими будинками 1930-х років у стилі конструктивізму та приватними садибами другої половини XX століття.